# Cyathopodium ingolfi
Cyathopodium ingolfi är en korallart som beskrevs av Madsen 1944. Cyathopodium ingolfi ingår i släktet Cyathopodium och familjen Clavulariidae. Inga underarter finns listade i Catalogue of Life.